# Rubus liubensis
Rubus liubensis är en rosväxtart som beskrevs av W. Maurer. Rubus liubensis ingår i släktet rubusar, och familjen rosväxter. Inga underarter finns listade i Catalogue of Life.